# Bromoform
Bromoform (ook tribroommethaan genoemd) is een toxisch halomethaan van broom met als brutoformule CHBr3. Het is een kleurloze vloeistof met een zoete geur, vergelijkbaar met chloroform, die in contact met licht of lucht lichtgeel wordt. Ze is vrij goed oplosbaar in water. De stof komt in kleine hoeveelheden voor in de oceaan, waar de stof gevormd wordt door algen. Toch is de stof schadelijk voor het milieu als er grote hoeveelheden in het water terechtkomen.
De stof ontleedt bij verhitting met vorming van giftige en corrosieve dampen, onder andere waterstofbromide en broom. De stof is een zwak zuur en reageert hevig met oxidatiemiddelen, basen in poedervorm en is corrosief voor de meeste metalen.

## Synthese
Bromoform wordt gesynthetiseerd door middel van een haloformreactie met aceton en natriumhypobromiet:
{\displaystyle \mathrm {C_{3}H_{6}O\ +\ 3\ NaBrO\ \longrightarrow \ NaOCOCH_{3}\ +\ CHBr_{3}\ +\ 2\ NaOH} }
of door de behandeling van chloroform met aluminiumbromide:
{\displaystyle \mathrm {CHCl_{3}\ +\ AlBr_{3}\ \longrightarrow \ CHBr_{3}\ +\ 2\ AlCl_{3}} }